# 史诏
史诏（1057年—1129年），字升之，鄞县（今浙江省宁波市鄞州区）人，南宋名士。

## 生平
史诏早有大志，律已严格，对待母亲极其孝顺。从师于家乡名学者楼郁。居住在乡里，乡民有争斗，都到史诏处寻求裁决，不去官府。
大观二年（1108年）宋徽宗设立“孝、友、睦、姻、任、恤、中、和”，称为“八行”，以此选拔人才。诏史诏补太学上舍太守，史诏躲避不去就职，迁居到东钱湖畔大田山专门伺候年迈的母亲。
宣和年间（1119年—1125年）宋徽宗再诏，史诏亦不赴任，宋徽宗就嘉奖他，赐“八行高士”的称号。后人也有称史诏为“八行公”，并建“八行堂”以纪念史诏。
建炎四年（1130年）卒，享年84岁。后来被追封为越国公。

## 家族
父史简，冀国公。
孙史浩，宰相。曾孙史彌遠，宋寧宗、宋理宗兩朝奸相。

## 遗迹
今浙江省宁波市越国公史诏墓道，见于南宋早期，是史诏被追封为越国公后建造的。